# 丹生山系
丹生山系（たんじょうさんけい / みぶさんけい）は、兵庫県南東部に位置する山地。六甲山系と共に六甲山地を形成するとされることもある。丹生・帝釈山系とも呼ばれる。

## 概要
丹生山系は西は三木市志染のシビレ山から東は神戸市北区有野町唐櫃のキスラシ山までの長さ14kmの山塊である。地質学的には、有馬層群と同じ流紋岩でできている。火災や伐採などにより、植生は比較的若く、原生林を残すのは1949年4月の山火事を免れた山頂付近に留まる。コナラ、カシ、マツなどを主体とするの豊かな雑木林により構成される。六甲山系に比較し、開発されておらず登山者も少ないことから手付かずの自然の宝庫である。
六甲山系との間には山田川（志染川）が流れ、神戸電鉄有馬線に沿って住宅地開発が進む。

## 主な山
- シビレ山
- 帝釈山
- 丹生山
- 稚児ヶ墓山
- 花折山
- キスラシ山